# Брат воїна
«Брат воїна» (фр. Le Frère du guerrier) — історико-пригодницька драма, знята режисером П'єром Жоліве. Фільм був знятий на півдні Лозера (Лангедок), точніше на Кас-де-Советер, поблизу селища Буассетт.

## Сюжет
XIII століття, Франція. Безстрашний воїн Тома дізнається, що його брат Арно і його дружина піддалися нападу бандитів. Арно був хранителем секретів цілющих трав, які передавалися з покоління в покоління. Але після того, що сталося, він втратив розум і пам'ять. Тома вирішує помститися кривдникам, але йдучи по їх сліду виявляє, що його хтось весь час випереджає…
Випущений на ліцензійному DVD-диску кінокомпанією «Вест Відео».

## У ролях
- Венсан Ліндон — Тома
- Гійом Кане — Арно
- Мелані Дутей — Гійаматт
- Франсуа Берлеан — кюре

## Нагороди
- Мелані Дутей[fr] була номінована на премію «Сезар» як найперспективніша актриса